# Lidträsket (Piteå socken, Norrbotten, 725567-175404)
Lidträsket är en sjö i Piteå kommun i Norrbotten och ingår i Rokån-Jävreåns kustområde. Sjön är 3,5 meter djup, har en yta på 0,0732 kvadratkilometer och är belägen 8,9 meter över havet. Sjön avvattnas av vattendraget Svensbyån.

## Delavrinningsområde
Lidträsket ingår i det delavrinningsområde (725489-175426) som SMHI kallar för Mynnar i havet. Medelhöjden är 35 meter över havet och ytan är 17,48 kvadratkilometer. Räknas de 5 avrinningsområdena uppströms in blir den ackumulerade arean 105,86 kvadratkilometer. Avrinningsområdets utflöde Svensbyån mynnar i havet. Avrinningsområdet består mestadels av skog (50 procent), öppen mark (13 procent) och jordbruk (23 procent). Avrinningsområdet har 0,07 kvadratkilometer vattenytor vilket ger det en sjöprocent på 0,4 procent. Bebyggelsen i området täcker en yta av 0,46 kvadratkilometer eller 3 procent av avrinningsområdet.